# Псевдэрантемум
Псевдэрантемум (лат. Pseuderanthemum) — род цветковых растений семейства Акантовые.
Род состоит примерно из 60 видов, распространённых в тропических регионах всего света. Некоторые виды — популярные декоративные растения.

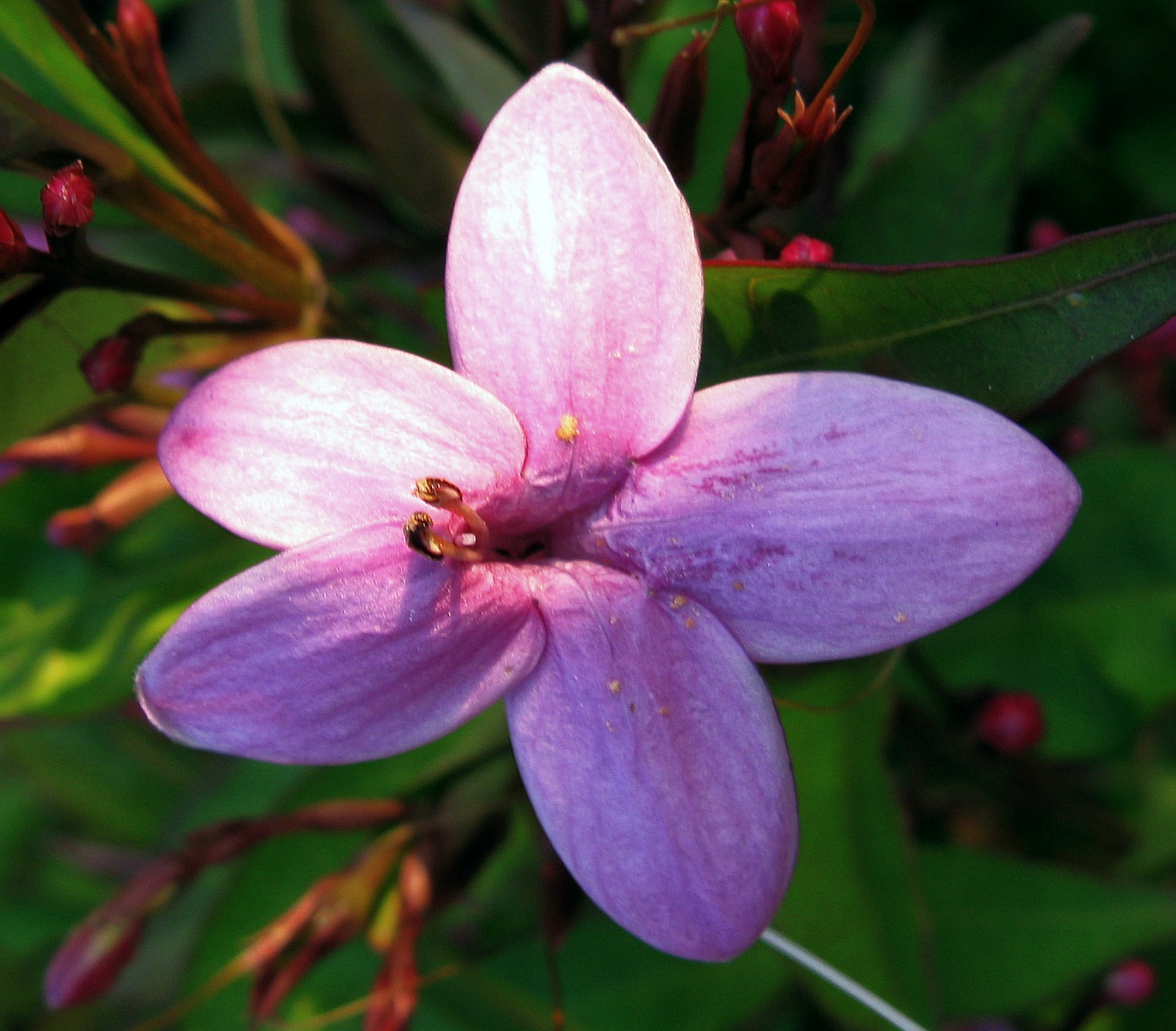
Pseuderanthemum laxiflorum, цветок крупным планом. Osaka Prefectural Flower Garden, Осака, Япония

## Биологическое описание
Среди представителей род есть многолетние травы, полукустарники и кустарники. Высота растений — от 0,3 до 1,5 м. Соцветия колосовидные. Цветки белые, трубчатые, нередко с красным пятном в центре и с крапинками различных оттенков розового или красного цвета на лепестках.

## Использование, культивирование
Псевдэрантемумы как декоративные растения ценятся за свою необычную разноцветную листву и привлекательные соцветия. Низкорослые виды используются как почвопокровные растения. Один из наиболее известных видов в культуре — Pseuderanthemum carruthersii [syn.  Pseuderanthemum reticulatum] [syn.  Pseuderanthemum atropurpureum]. Этот вид можно выращивать как комнатное растение. Растение ценится за свои декоративные листья, на тёмно-пурпурной поверхности которых имеются розовые и зеленоватые пятна; листья имеют окраску от зелёного до почти чёрного и отливают металлическим блеском.
Растение любит тепло и влажный воздух, очень плохо переносит резкие колебания температуры и пересыхание почвы. В культуре растение размножают черенками неодревесневших побегов.

## Виды
По информации базы данных The Plant List в состав рода входят 47 видов:
- Pseuderanthemum alatum (Nees) Radlk. (1883) typus[4]
- Pseuderanthemum albocoeruleum Champl.
- Pseuderanthemum carruthersii (Seem.) Guillaumin [syn.  Pseuderanthemum reticulatum Radlk. — Псевдэрантемум сетчатый] [syn.  Eranthemum atropurpureum W.Bull — Эрантемум тёмно-пурпурный] [syn.  Pseuderanthemum atropurpureum (W.Bull) L.H.Bailey — Псевдэрантемум тёмно-пурпурный]
Вид из Полинезии. Встречается на островах, входящих в состав государства Вануату[1]. На родине растёт как прямостоячий кустарник высотой около одного метра[2].
- Pseuderanthemum congestum (S. Moore) Wassh.
- Pseuderanthemum cordatum (Nees) Radlk.
- Pseuderanthemum cuspidatum в облачном лесу Монтеверде, Коста-Рика.Pseuderanthemum cuspidatum (Nees) Radlk.

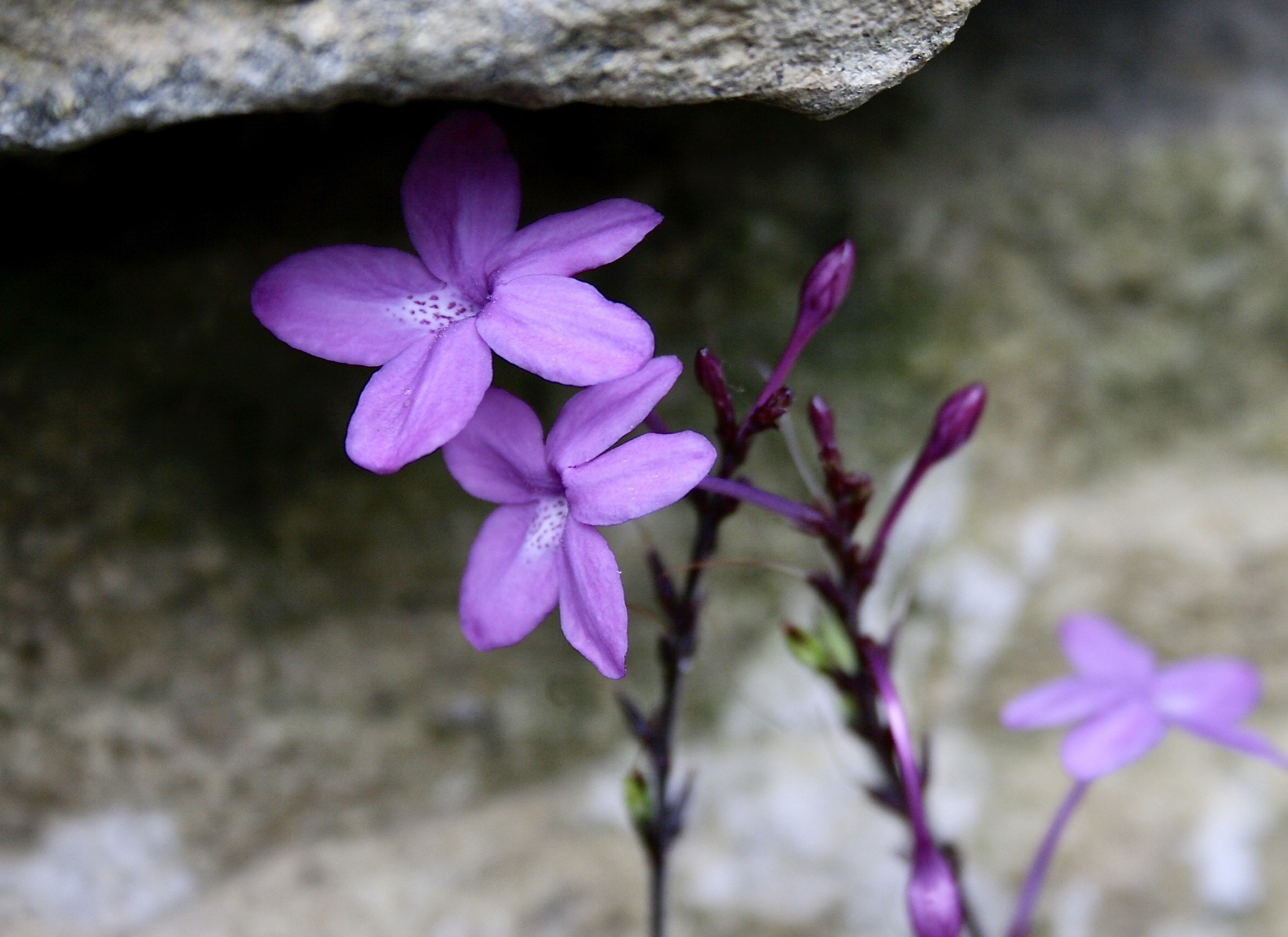
Pseuderanthemum cuspidatum в облачном лесу Монтеверде, Коста-Рика.

- Pseuderanthemum detruncatum (Nees & Mart.) Radlk.
- Pseuderanthemum fasciculatum (Oerst.) Leonard
- Pseuderanthemum heterophyllum (Nees) Radlk.
- Pseuderanthemum hispidulum (Nees) Radlk.
- Pseuderanthemum hookerianum (Nees) V.M.Baum
- Pseuderanthemum interruptum (Kunth) V.M.Baum
- Pseuderanthemum lanceolatum (Ruiz & Pav.) Wassh.
- Pseuderanthemum laxiflorum (A.Gray) F.T.Hubb. ex L.H.Bailey
- Pseuderanthemum leptorhachis Lindau
- Pseuderanthemum longifolium (G.Forst.) Guilaumin
- Pseuderanthemum ludovicianum (Büttner) Lindau
- Pseuderanthemum maguirei Leonard
- Pseuderanthemum malaccense (C.B.Clarke) Lindau
- Pseuderanthemum palatiferum (Nees) Radlk. ex Lindau
- Pseuderanthemum paniculatum (Nees) V.M.Baum
- Pseuderanthemum pittieri Leonard
- Pseuderanthemum potamophilum Leonard
- Pseuderanthemum praecox (Benth.) Leonard
- Pseuderanthemum repandum (G.Forst.) Guillaumin
- Pseuderanthemum riedelianum Nees
- Pseuderanthemum standleyi Leonard
- Pseuderanthemum stenostachyum (Leonard) V.M.Baum
- Pseuderanthemum subauriculatum Mildbr.
- Pseuderanthemum subviscosum (C.B.Clarke) Stapf
- Pseuderanthemum tunicatum (Afzel.) Milne-Redh.
- Pseuderanthemum velutinum (W.Bull) Guillaumin
- Pseuderanthemum verapazense Donn.Sm.
- Pseuderanthemum weberbaueri Mildbr.